# Оксид кобальта(II)
Оксид кобальта(II) — неорганическое соединение, оксид металла кобальта с формулой CoO, тёмно-зелёные (почти чёрные) кристаллы, нерастворимые в воде.

## Получение
- Окисление кобальта на воздухе:

{\displaystyle {\mathsf {2Co+O_{2}\ {\xrightarrow {300^{o}C}}\ 2CoO}}}
- Разложение оксида кобальта(II,III) при нагревании:

{\displaystyle {\mathsf {2Co_{3}O_{4}\ {\xrightarrow {905-925^{o}C}}\ 6CoO+O_{2}}}}
- Разложение гидроксида кобальта(II) в вакууме:

{\displaystyle {\mathsf {Co(OH)_{2}\ {\xrightarrow {170^{o}C,vacuum}}\ CoO+H_{2}O}}}
- Разложение сульфата кобальта(II):

{\displaystyle {\mathsf {2CoSO_{4}\ {\xrightarrow {600-700^{o}C}}\ 2CoO+2SO_{2}+O_{2}}}}
- Окисление октакарбониладикобальта:

{\displaystyle {\mathsf {2Co_{2}(CO)_{8}+O_{2}\ {\xrightarrow {250-300^{o}C}}\ 2CoO+8CO_{2}}}}

## Физические свойства
Оксид кобальта(II) образует тёмно-зелёные (почти чёрные) кристаллы кубической сингонии, пространственная группа F m3m, параметры ячейки a = 0,4258 нм, Z = 4.
При температуре 985°С переходит в β-модификацию, которая имеет структуру, аналогичную α-форме.
При температуре ниже точки Нееля 17 °С переходит в фазу с тетрагональной сингонией, параметры ячейки a = 0,42552 нм, c = 0,42058 нм.
Не растворяется в воде, р ПР = 14,37.

## Химические свойства
- Растворяется в разбавленных кислотах:

{\displaystyle {\mathsf {CoO+2HCl\ {\xrightarrow {}}\ CoCl_{2}+H_{2}O}}}
- Медленно растворяется в горячих щелочах:

{\displaystyle {\mathsf {CoO+2NaOH+H_{2}O\ {\xrightarrow {\tau ,100^{o}C}}\ Na_{2}[Co(OH)_{4}]}}}
- Окисляется кислородом воздуха при нагревании:

{\displaystyle {\mathsf {6CoO+O_{2}\ {\xrightarrow {390-700^{o}C}}\ 2Co_{3}O_{4}}}}
- Суспензия в аммиачном растворе окисляется кислородом воздуха:

{\displaystyle {\mathsf {4CoO+O_{2}+24(NH_{3}\cdot H_{2}O)\ {\xrightarrow {}}\ 4[Co(NH_{3})_{6}](OH)_{3}+18H_{2}O}}}
- Восстанавливается водородом:

{\displaystyle {\mathsf {CoO+H_{2}\ {\xrightarrow {390-700^{o}C}}\ Co+H_{2}O}}}
- С диоксидом кремния образует силикат кобальта:

{\displaystyle {\mathsf {2CoO+SiO_{2}\ {\xrightarrow {1300-1450^{o}C}}\ Co_{2}SiO_{4}}}}
- С оксидом алюминия образует комплексный оксид:

{\displaystyle {\mathsf {CoO+Al_{2}O_{3}\ {\xrightarrow {1100^{o}C}}\ (CoAl_{2})O_{4}}}}